# Guerra Anglo-Zulu
A Guerra Anglo-Zulu foi um conflito que aconteceu em 1879 entre o Reino Unido da Grã-Bretanha e Irlanda e os Zulus.

Os nativos africanos da etnia zulu habitavam a região do sul da África. A partir de 1838, este povo se insurgiu primeiro contra os bôeres (neerlandeses), depois contra os portugueses e depois contra os britânicos, pelos quais foram derrotados em 1879. As pinturas, típicas da época, mostram soldados ingleses atacados por zulus.

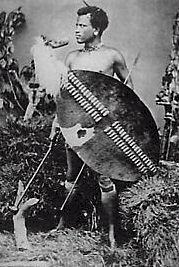
[Gravura de guerreiro zulu feita pelo artista Henri Wesseling em ‘A Partilha da África (1880-1914), Denoël, 1996] Reprodução.

## Como Começou

### Contexto
Na segunda metade do século XIX as potências europeias disputavam territórios na África, tentavam fincar sua bandeira e ocupar o máximo de territórios e isso envolvia a dominação dos povos nativos, como os Zulus.

### Primeira Batalha
A primeira batalha da Guerra Anglo-Zulu foi a Batalha de Isandhlwana, em 22 de janeiro de 1879, que acabou com a derrota britânica. Nesta batalha, um exército composto por 20 mil homens zulus atacava os ingleses em Isandhlwana, na região do Transvaal na África do Sul, que viria a ser colônia britânica após a Conferência de Berlim.